# Олександрійська єпархія УПЦ (МП)
Олександрійська (Олександрійська та Світловодська) єпархія — єпархія РПЦвУ, що об'єднує приходи та монастирі на території Олександрійського, Олександрівського, Бобринецького, Долинського, Знам'янського, Компаніївського, Новгородківського, Онуфріївського, Петрівського, Світловодського та Устинівського районів Кіровоградської області.
Кафедральний місто — Олександрія. Кафедральний собор — Свято-Покровський (Олександрія).

## Історія
Єпархія була створена рішенням Синоду Української Православної Церкви від 27 липня 2007 року. Нова єпархія була виділена зі складу Кіровоградської.
Новостворена єпархія не мала будівлі єпархіального управління.
Рішенням Синоду Української Православної Церкви від 11 листопада 2008 року на Олександрійську кафедру було призначено єпископа Антонія (Боровика), 20 грудня 2012 р. відправлений на покой.
Рішенням Синоду Української Православної Церкви від 20 грудня 2012 року на Олександрійську кафедру було призначено єпископа Боголіпа (Гончаренка)
З міською владою було досягнуто згоди про передачу на баланс єпархії будівлі, за адресою, вулиця Олексія Скічка, 1 (14-тий мікрорайон), в якому мають розміститися єпархіальне управління Олександрійської єпархії, а також єпархіальні відділи й служби.

## Єпископи
- Пантелеймон (Бащук) (27 липня 2007 — 11 листопада 2008)
- Антоній (Боровик) (11 листопада 2008 — 20 грудня 2012)
- Боголеп (Гончаренко) (з 23 грудня 2012)